# Мужева Долина
Мужева́ Доли́на — річка в Україні, в межах Зіньківського району Полтавської області. Ліва притока Груні (Грунь-Черкесу) (басейн Дніпра).

## Опис
Довжина річки 27 км, площа басейну 141 км². Долина трапецієподібна, завширшки до 1,5 км, завглибшки до 40 м. Заплава завширшки до 200 м. Річище помірно звивисте, його пересічна ширина 2 м. Похил річки 0,8 м/км. Споруджено кілька ставків. 

## Розташування
Мужева Долина бере початок біля південно-східної частини села Шевченки. Тече спершу на північний захід, далі — на північ. Впадає до Груні на північ від села Піщанки.

## Галерея

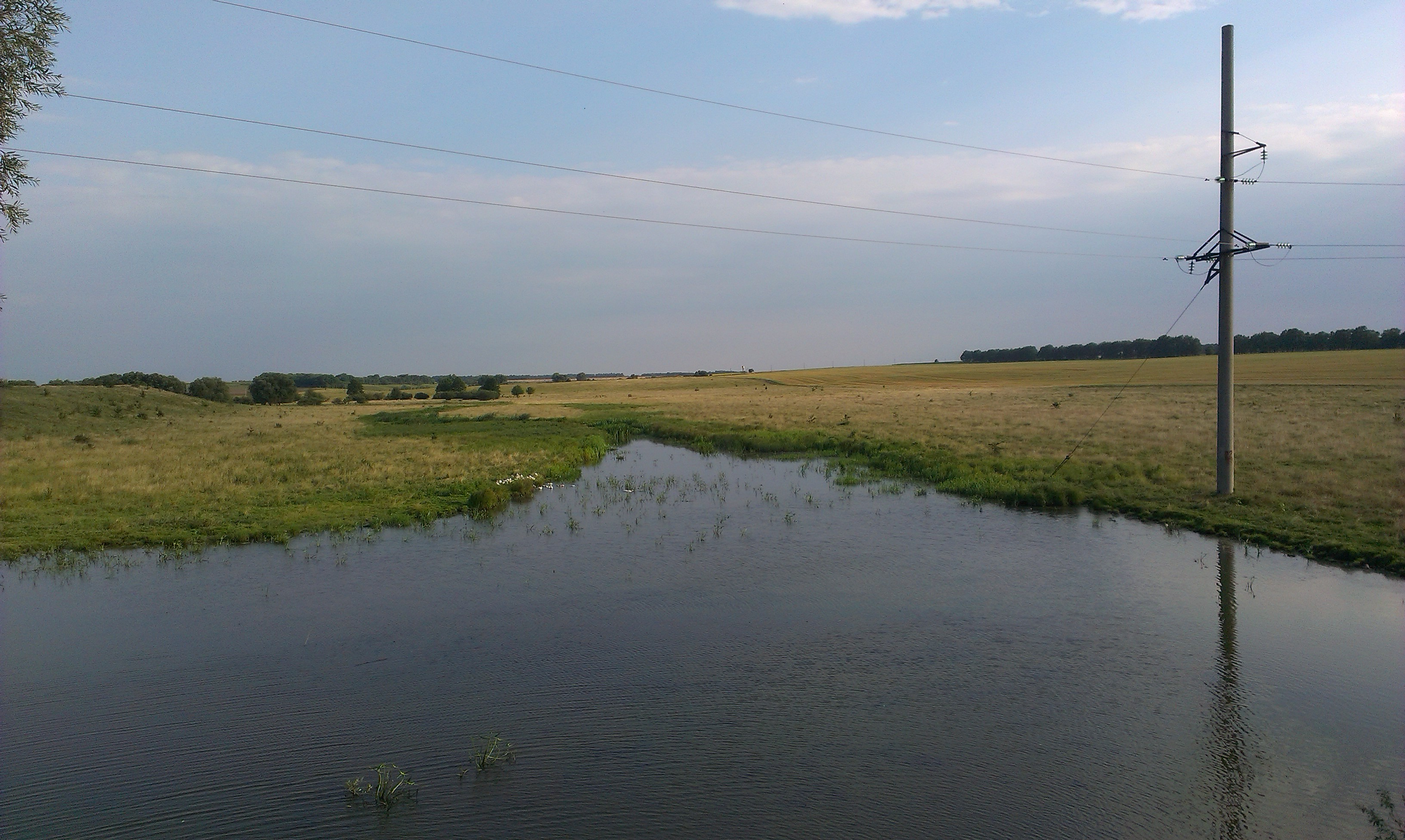
Річка Мужева Долина в околицях Дейкалівки, 2014 рік.
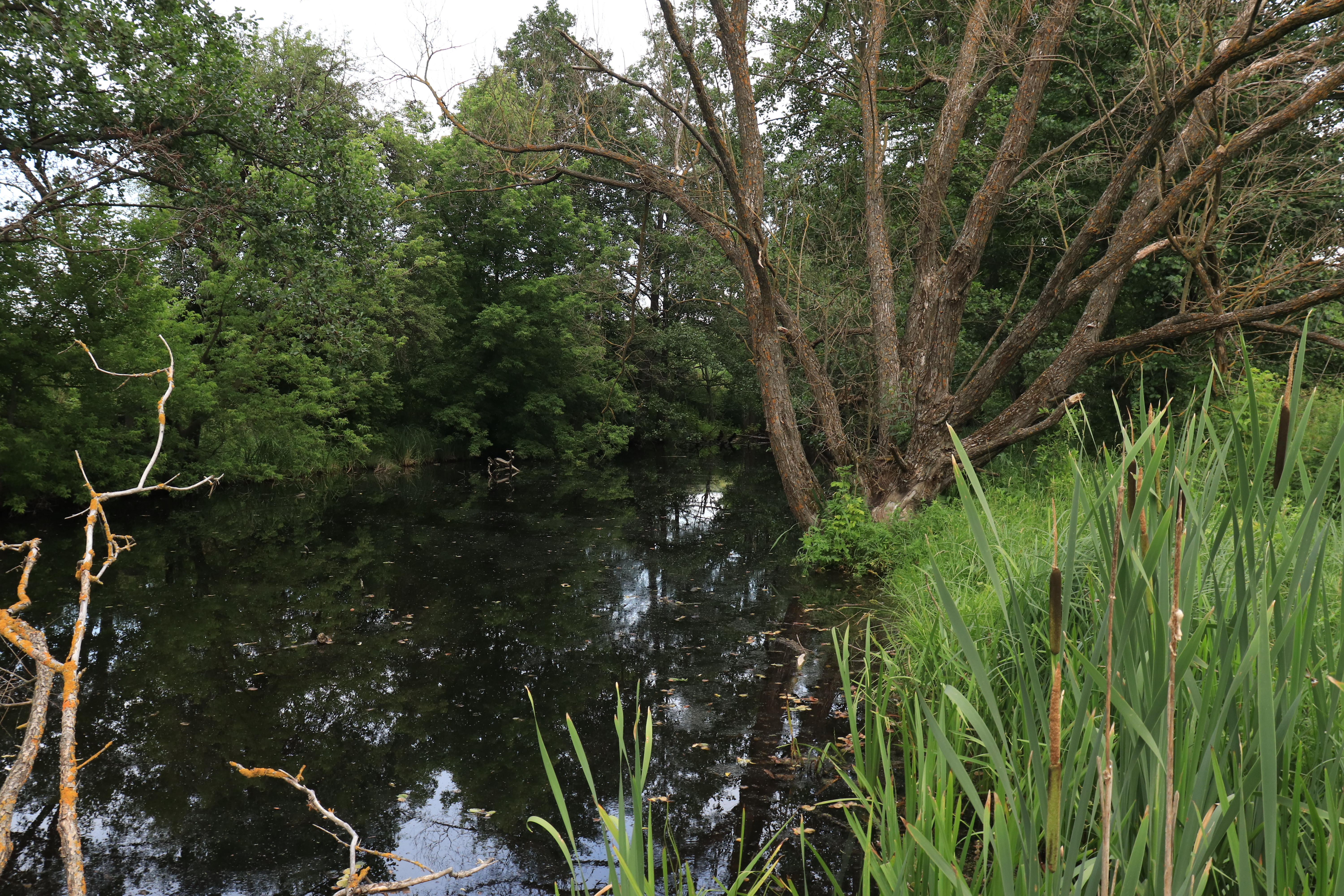
Залишки широких плес на річці в межах ландшафтного заказника "Мужева долина", 2022 рік
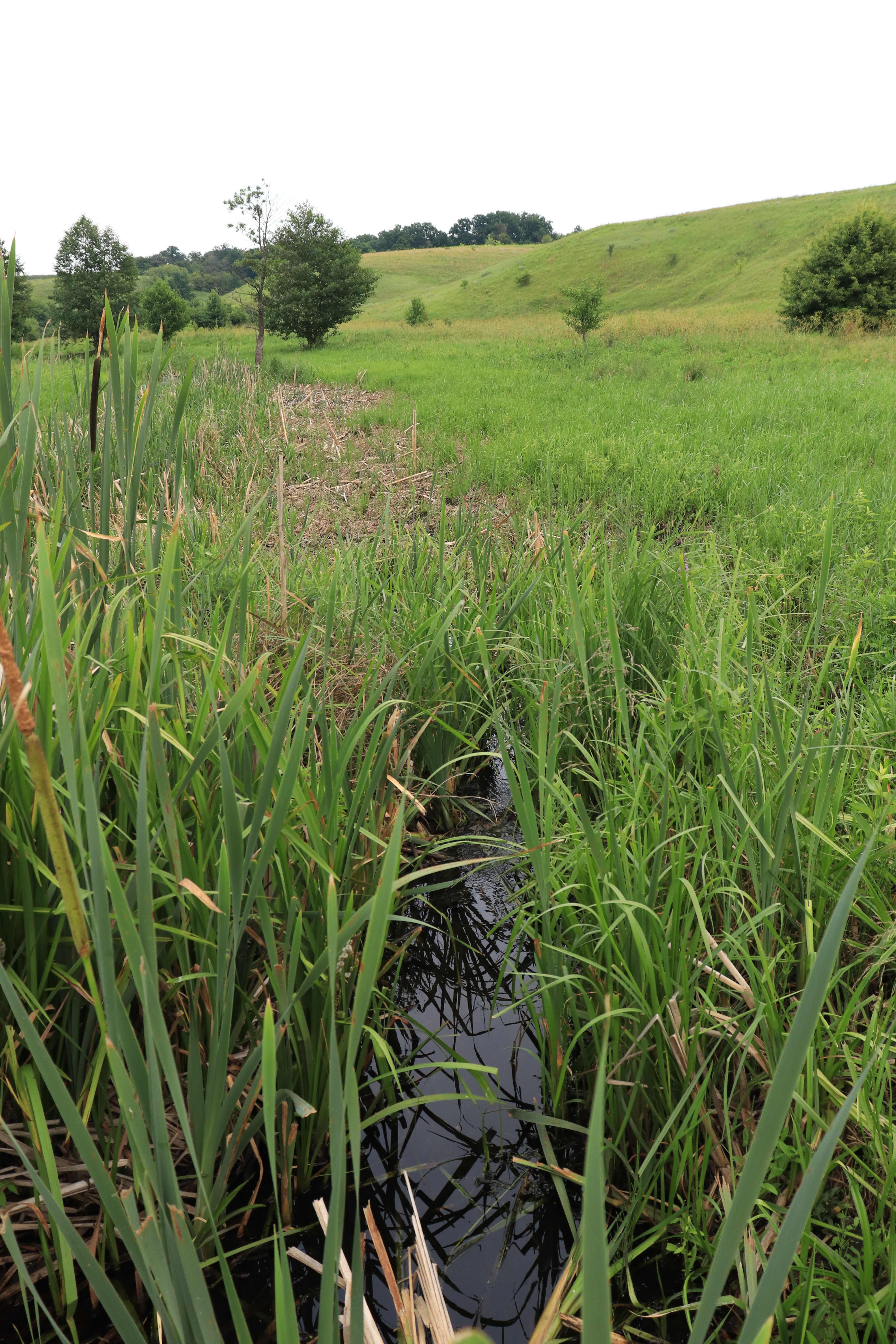
Потічок течії в межах ландшафтного заказника "Мужева долина", 2022 рік